# Rondibilis laosica
Rondibilis laosica es una especie de escarabajo longicornio del género Rondibilis, tribu Acanthocinini, subfamilia Lamiinae. Fue descrita científicamente por Breuning en 1965.

## Descripción
Mide 9,5 milímetros de longitud.

## Distribución
Se distribuye por Laos.